# 胡戈尔茨多夫
胡戈尔茨多夫是德国梅克伦堡-前波莫瑞州的一个市镇。总面积14.16平方公里，总人口144人，其中男性80人，女性64人（2011年12月31日），人口密度10人/平方公里。